# Lord of the Manor (película)
Lord of the Manor es una película de comedia británica de 1933 dirigida por Henry Edwards y protagonizada por Betty Stockfeld, Frederick Kerr y Henry Wilcoxon. Se basó en una obra de teatro de John Hastings Turner. Se realizó en British y Dominion Elstree Studios como una película de cuota para ser estrenada por Paramount Pictures.
Los decorados de la película fueron diseñados por Wilfred Arnold.

## Resumen de la trama
Durante una fiesta en una country house, varios invitados cambian de pareja.

## Elenco
- Betty Stockfeld como Bárbara Fleeter
- Frederick Kerr como Sir Henry Bovey
- Henry Wilcoxon como Jim Puente
- Kate Cutler como Lady Bovey
- Frank Bertram como George Tover
- Joan Marion como Kitty Carvell
- April Dawn como Lily Tover
- Deering Wells como Robert Bovey
- David Horne como general. Sir George Fleeter
- Frederick Ross como Bartlett
- Stanley Vine como Atwick